# Sebastian Lletget
Sebastian Lletget (San Francisco, 1992. szeptember 3. –) amerikai válogatott labdarúgó, a Dallas középpályása.

## Pályafutása

### Klubcsapatokban
Lletget a kaliforniai San Francisco városában született. Az ifjúsági pályafutását a portugál Santa Clara csapatában kezdte, majd 2009-ben az angol West Ham United akadémiájánál folytatta.
2013-ban mutatkozott be a West Ham United felnőtt csapatában, ám egy mérkőzésen sem lépett pályára az angol ligában. 2015-ben az észak-amerikai első osztályban szereplő LA Galaxy szerződtette. Először a 2015. május 17-ei, Orlando City ellen 4–0-ra elvesztett mérkőzés 69. percében, Mika Väyrynen cseréjeként lépett pályára. Első gólját 2015. június 14-én, a Columbus Crew ellen 1–1-es döntetlennel zárult találkozón szerezte meg. 2022-ben a New England Revolution csapatához igazolt. 2022. február 27-én, a Portland Timbers ellen 2–2-es döntetlennel zárult bajnokin debütált és egyben meg is szerezte első gólját a klub színeiben. 2022. augusztus 3-án másféléves szerződést kötött a Dallas együttesével.

### A válogatottban
Lletget az U17-es, az U20-as és az U23-as korosztályú válogatottakban is képviselte az Amerikai Egyesült Államokat.
2017-ben debütált a felnőtt válogatottban. Először a 2017. január 29-ei, Szerbia ellen 0–0-ás döntetlennnel zárult mérkőzés félidejében, Jermaine Jonest váltva lépett pályára. Első válogatott gólját 2017. március 24-én, Honduras ellen 6–0-ra megnyert VB-selejtezőn szerezte meg.

## Statisztikák
2022. szeptember 18. szerint
| Klub                   | Szezon   | Osztály        | Bajnokság | Bajnokság | Kupa  | Kupa | Nemzetközi | Nemzetközi | Összesen | Összesen |
| Klub                   | Szezon   | Osztály        | Meccs     | Gól       | Meccs | Gól  | Meccs      | Gól        | Meccs    | Gól      |
| ---------------------- | -------- | -------------- | --------- | --------- | ----- | ---- | ---------- | ---------- | -------- | -------- |
| West Ham United        | 2013–14  | Premier League | 0         | 0         | 1     | 0    | —          | —          | 1        | 0        |
| LA Galaxy              | 2015     | MLS            | 21        | 8         | 2     | 1    | 4          | 0          | 27       | 9        |
| LA Galaxy              | 2016     | MLS            | 34        | 1         | 4     | 4    | —          | —          | 38       | 5        |
| LA Galaxy              | 2017     | MLS            | 3         | 0         | 0     | 0    | —          | —          | 3        | 0        |
| LA Galaxy              | 2018     | MLS            | 28        | 3         | 1     | 0    | —          | —          | 29       | 3        |
| LA Galaxy              | 2019     | MLS            | 31        | 4         | 0     | 0    | 1          | 0          | 32       | 4        |
| LA Galaxy              | 2020     | MLS            | 21        | 6         | 0     | 0    | —          | —          | 21       | 6        |
| LA Galaxy              | 2021     | MLS            | 26        | 3         | 0     | 0    | —          | —          | 26       | 3        |
| LA Galaxy              | Összesen | Összesen       | 164       | 25        | 7     | 5    | 5          | 0          | 176      | 30       |
| New England Revolution | 2022     | MLS            | 19        | 2         | 1     | 0    | 2          | 1          | 22       | 3        |
| Dallas                 | 2022     | MLS            | 8         | 0         | 0     | 0    | —          | —          | 8        | 0        |
| Összesen               | Összesen | Összesen       | 191       | 27        | 9     | 5    | 7          | 1          | 207      | 33       |

### A válogatottban
| Válogatott       | Év       | Pályára lépés | Gól |
| ---------------- | -------- | ------------- | --- |
| Egyesült Államok | 2017     | 3             | 1   |
| Egyesült Államok | 2018     | 2             | 0   |
| Egyesült Államok | 2019     | 8             | 1   |
| Egyesült Államok | 2020     | 4             | 2   |
| Egyesült Államok | 2021     | 16            | 4   |
| Összesen         | Összesen | 33            | 8   |

#### Góljai a válogatottban
| # | Időpont             | Helyszín                                                    | Ellenfél   | Gólok | Eredmény | Kiírás               |
| - | ------------------- | ----------------------------------------------------------- | ---------- | ----- | -------- | -------------------- |
| 1 | 2017. március 24.   | Avaya Stadion, San José, Amerikai Egyesült Államok          | Honduras   | 1–0   | 6–0      | 2018-as VB-selejtező |
| 2 | 2019. február 2.    | Avaya Stadion, San José, Amerikai Egyesült Államok          | Costa Rica | 1–0   | 2–0      | Barátságos mérkőzés  |
| 3 | 2020. november 16.  | Wiener Neustadt Stadion, Bécsújhely, Ausztria               | Panama     | 5–2   | 6–2      | Barátságos mérkőzés  |
| 4 | 2020. december 9.   | DRV PNK Stadion, Fort Lauderdale, Amerikai Egyesült Államok | Salvador   | 3–0   | 6–0      | Barátságos mérkőzés  |
| 5 | 2021. március 25.   | Wiener Neustadt Stadion, Bécsújhely, Ausztria               | Jamaica    | 3–1   | 4–1      | Barátságos mérkőzés  |
| 6 | 2021. március 25.   | Wiener Neustadt Stadion, Bécsújhely, Ausztria               | Jamaica    | 4–1   | 4–1      | Barátságos mérkőzés  |
| 7 | 2021. május 30.     | Kybunpark, Sankt Gallen, Svájc                              | Svájc      | 1–0   | 1–2      | Barátságos mérkőzés  |
| 8 | 2021. szeptember 8. | Estadio Olímpico Metropolitano, San Pedro Sula, Honduras    | Honduras   | 4–1   | 4–1      | 2022-es VB-selejtező |

## Sikerei, díjai
Amerikai válogatott
- CONCACAF-aranykupa
  - Győztes (1): 2021

- CONCACAF Nemzetek ligája
  - Győztes (1): 2019–20

Egyéni
- MLS All-Stars: 2021